# Ouderhoek
Ouderhoek was een buitenplaats langs de rivier de Vecht bij het Nederlandse dorp Nieuwersluis.
In 1619 kwam de hofstede Ouderhoek in bezit van de familie van Hoek. Het wordt gezien als een van de eerste buitenplaatsen die langs de Vecht is ontstaan. Gaandeweg is Ouderhoek meermaals uitgebreid waarbij een nieuw hoofdgebouw is verrezen in de 18e eeuw. Op de buitenplaats waren onder meer tuinen aanwezig met een theekoepel, tuinbeelden, een karpervijver en een ananaskwekerij. Tsaar Peter de Grote bezocht de buitenplaats in 1717. In 1839 is het hoofdgebouw gesloopt waarna begin 20e eeuw op of rond deze locatie een boerderij is gebouwd onder dezelfde naam.
Van de buitenplaats Ouderhoek bestaat nog een hek met stenen pijlers.

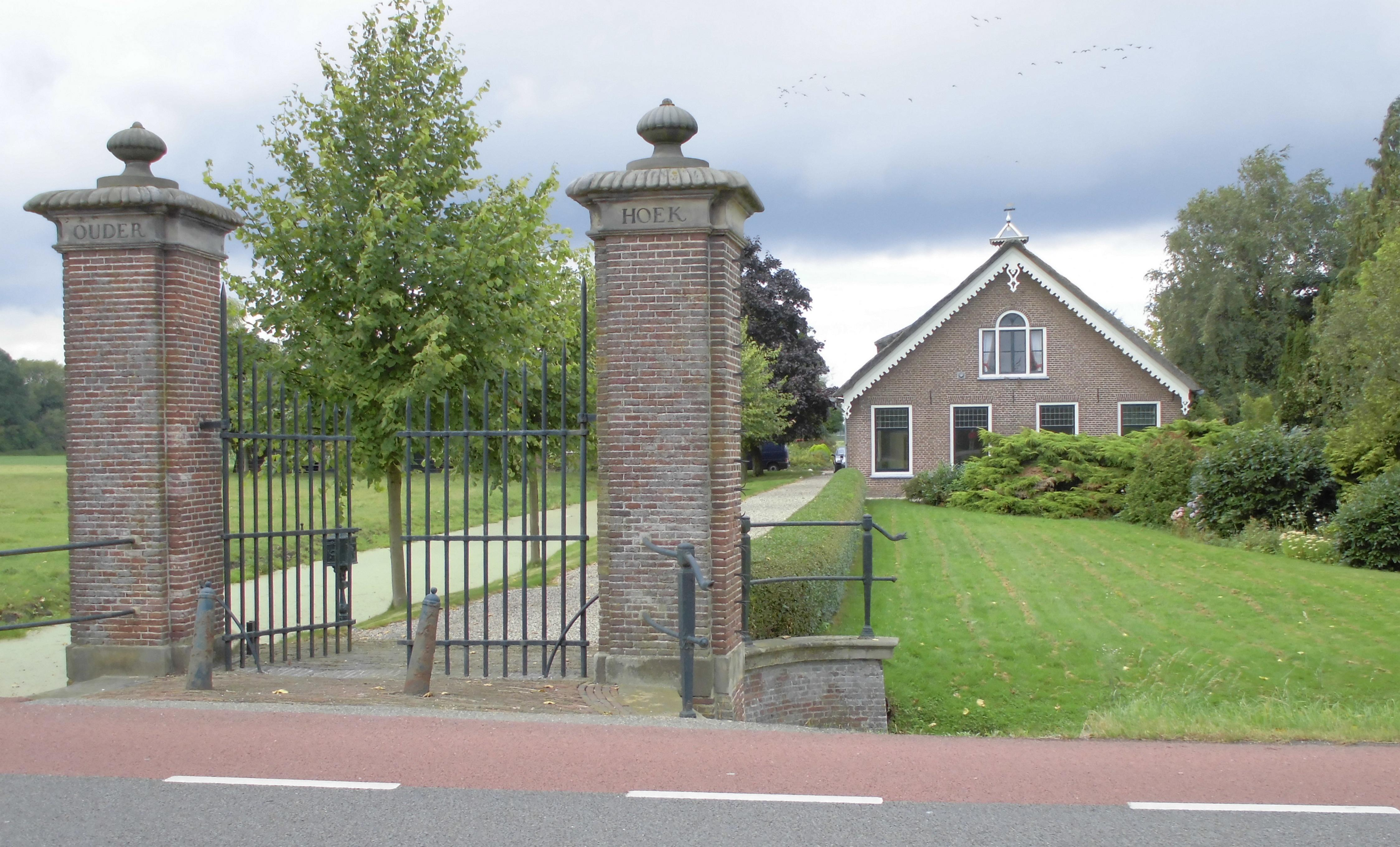
Overgebleven hek met stenen pijlers.